# 埝堆玉皇庙
35°17′17″N 111°41′13″E / 35.28806°N 111.68694°E
埝堆玉皇庙位于中国山西省垣曲县皋落乡埝堆村，2006年被列为第六批全国重点文物保护单位。
埝堆玉皇庙始建年代不详，坐北朝南，占地481平方米，现存戏台和正殿，为元代所建。戏台面阔深均为三间，悬山顶，柱头铺作为四铺作单下昂，梁架结构为四椽栿通檐用二柱。正殿面阔三间，进深二级，悬山顶，檐下斗栱为五铺作双下昂，梁架结构为四椽栿通檐用三柱。